# Alberto de Sarteano
Albertus Sarteanensis (Alberto de Sarteano, Alberto Berdini, Alberto de Sarziano, Albertus Berdinus a Sarthiano, Albertus a Sarthianus) (1385-1450) (* Sarteano, Siena, 1385 - † Milão, 15 de Agosto de 1450), foi humanista, pregador, embaixador, missionário, e franciscano italiano. Cognominado de rex praedicatorium (o rei dos pregadores), teve por companheiros Bernardino de Siena (1380-1444) e o pintor renascentista Giovanni Antonio Merli (1474-1507). É considerado um dos quatro pilares da Observância, junto com Bernardino de Siena, João de Capistrano e Giacomo della Marca (1391-1476), sendo muito venerado pela sua ordem.

## Biografia
Nasceu na cidade de Sarteano, na Toscana, entrou para a ordem dos franciscanos ainda jovem, em 1405, onde foi batizado por Bartolomeo de Pisa, que na época, segundo relatos, contava com 110 anos de idade. Em 1415 transferiu-se para o movimento observantista, onde recebeu instruções para a vida religiosa de Angelo da Civitella e São Bernardino de Siena, de quem se tornou discípulo e amigo. Algum tempo depois foi para Verona, por volta de 1422-1423, tendo alí iniciado sua carreira de pregador, guiado por Bernardino de Siena, que em novembro de 1422, enviou Alberto como pregador em Módena. Entre 1424 e 1430, Alberto pregou por toda a Toscana, recebendo o pseudônimo de rex praedicatorium.  
Em 1430, Alberto provavelmente sofreu um ataque de peste, o que exigiu dele uma interrupção em suas viagens de pregador. Todavia, no dia de Pentecostes de 1431, quando Alberto participava do capítulo geral de Bolonha, ele foi escolhido como um dos seis frades, que, a pedido do papa Eugênio IV, foram enviados à Basileia, para pregar a cruzada contra os turcos. Orador de grande eloquência, colocou-se à serviço do seu apostolado a cultura clássica conquistada na escola dos humanistas, e portanto, defendeu repetidamente, e com variedade de argumentos, o valor dessa cultura dentro da óptica cristã. Em 1433 foi encarregado por Cosimo de' Medici para pesquisar e adquirir códices em latim e grego, como declarou em uma carta endereçada a Niccolò Niccoli em 1433. No ano seguinte, intervém junto a Lionello d'Este (1407-1450) com uma carta onde expressa sua indignação contra o luxo das mulheres de Ferrara, lembrando ele que já havia convencido o papa Nicolau III a lançar um decreto onde proibia a diminuição das roupas femininas e que lhe ocorria agora a restauração daquela norma.  
Entre 1435-1437, Alberto, junto com Bartolomeo da Gaino, trabalhou e viajou pelo Império Bizantino e Palestina. Desempenhou também um papel importante como organizador e intérprete no Concílio de Ferrara, em 1438, onde as delegações papais e bizantinas negociaram a união entre as igrejas grega e latina. O sucesso inicial deste concílio estimulou o papa Eugênio IV a fazer uso de Alberto como embaixador para conseguir a união entre as igrejas copta e etíope. Munido com as cartas papais, viajou novamente para a Palestina (Jerusalém), Cairo, no Egito e o Sudão (1439-1441). Embora a união com a mítica igreja etíope estivesse fora de questão, Alberto, conseguiu convencer o patriarca copta, João XI de Alexandria, a dar parecer favorável à união com a Igreja Católica.  
Em 21 de Agosto de 1437, ele retornava à Itália. Em 9 de Fevereiro de 1438 João VIII Paleólogo, Imperador Bizantino, desembarcava em Veneza. Em 6 de Julho de 1439 era declarada a união das duas igrejas litigantes. Alberto foi escolhido como vigário provincial da Província de Santo Antonio (junho de 1442). Pouco depois, em 18 de Julho de 1442, foi nomeado vigário geral dos Observantes, em cuja função Alberto enviou João de Capistrano à França, para estimular a reforma dos Observantes nesse país. O papa considerava Alberto um bom candidato para o cargo de ministro geral, com o intuito de unificar a ordem. No entanto, no capítulo geral de maio de 1433, foi considerado inaceitável pelos participantes da Convenção, que aparentemente conseguiram afastá-lo com a força das premissas. Antonio da Rusconi foi eleito no seu lugar, em 8 de Junho de 1443. Tempos depois, Eugênio IV pediu a Alberto, com a ajuda de Giacomo della Marca, para pregar a cruzada contra os turcos de Aquileia.
No final daquele ano, Alberto viaja novamente para Constantinopla, ajudando seu amigo Giacomo Primadizzi da Bologna junto à reforma dos conventos franciscanos daquela cidade. Em 1445, encontraremos Alberto fazendo pregações durante a Quaresma em Milão. Em 1446, pacificou a cidade de Brescia, auxiliando a acabar com um conflito civil e criando duas casas de Observantes das Clarissas Pobres (1445-1446). Em 18 de Maio de 1449, toma parte mais uma vez no capítulo geral dos Observantes em Mugello, perto de Florença. Morreu no ano seguinte, em 15 de Agosto de 1450, sendo sepultado no convento franciscano de Santo Angelo, destruído em 1551 por Fernando Gonzaga (1507-1557).

## Obras
- Albertus a Sarthianus. Opera omnia. Romae, 1688
- Epistulae
- Oratio de Corpore Christi